# Aloe pachygaster
Aloe pachygaster é uma espécie de liliopsida do gênero Aloe, pertencente à família Asphodelaceae.